# Parafia św. Jana Apostoła w Iławie
Parafia Świętego Jana Apostoła w Iławie – parafia greckokatolicka w Iławie, w dekanacie elbląskim eparchii olsztyńsko-gdańskiej. Założona w 1990.